# أنيلي نغكونغكا
كالفين أنيلي نغكونغكا (بالإنجليزية: Calvin Anele Ngcongca)‏ (مواليد 20 أكتوبر 1987 في كيب تاون) لاعب كرة قدم جنوب أفريقي لعب لصالح نادي فنربخشه التركي.

## روابط خارجية
- أنيلي نغكونغكا على موقع الاتحاد الدولي (مؤرشف)  (الإنجليزية)
- أنيلي نغكونغكا على موقع إي إس بي إن إف سي (الإنجليزية)
- أنيلي نغكونغكا على موقع قاعدة بيانات كرة القدم.إي يو (الإنجليزية)
- أنيلي نغكونغكا على موقع ليكيب (الفرنسية)
- أنيلي نغكونغكا على موقع ناشيونال فوتبول تيمز (الإنجليزية)
- أنيلي نغكونغكا على موقع Soccerbase.com (لاعب) (الإنجليزية)
- أنيلي نغكونغكا على موقع Soccerway.com (الإنجليزية)
- أنيلي نغكونغكا على موقع عالم كرة القدم.نت (الإنجليزية)
- أنيلي نغكونغكا على موقع كووورة
- أنيلي نغكونغكا على موقع AS.com (الإسبانية)